# Liste des réserves de biosphère en Chine
La Chine possède 34 réserves de biosphère (en chinois : 生物圈保护区) reconnues par l'UNESCO dans le cadre du programme sur l'homme et la biosphère.

## Liste
| #  | Réserve de biosphère                                               | Région | Année de création | Surface | Illustration |
| -- | ------------------------------------------------------------------ | ------ | ----------------- | ------- | ------------ |
| 1  | Réserve de biosphère de Changbaishan                               |        | 1979              |         |              |
| 2  | Réserve de biosphère de Dinghushan                                 |        | 1979              |         |              |
| 3  | Réserve de biosphère de Wolong                                     |        | 1979              |         |              |
| 4  | Réserve de biosphère de Fanjingshan                                |        | 1986              |         |              |
| 5  | Réserve de biosphère de Wuyishan                                   |        | 1987              |         |              |
| 6  | Réserve de biosphère de Xilin Gol                                  |        | 1987              |         |              |
| 7  | Réserve de biosphère de Bogeda                                     |        | 1990              |         |              |
| 8  | Réserve de biosphère de Shennongjia                                |        | 1990              |         |              |
| 9  | Réserve de biosphère de Yancheng                                   |        | 1992              |         |              |
| 10 | Réserve de biosphère de Xishuangbanna                              |        | 1993              |         |              |
| 11 | Réserve de biosphère de Tianmushan                                 |        | 1996              |         |              |
| 12 | Réserve de biosphère de Maolan                                     |        | 1996              |         |              |
| 13 | Réserve de biosphère de Fenglin                                    |        | 1997              |         |              |
| 14 | Réserve de biosphère de la Vallée de Jiuzhaigou                    |        | 1997              |         |              |
| 15 | Réserve de biosphère des Îles Nanji                                |        | 1998              |         |              |
| 16 | Réserve de biosphère de Baishuijiang                               |        | 2000              |         |              |
| 17 | Réserve de biosphère de Gaoligongshan                              |        | 2000              |         |              |
| 18 | Réserve de biosphère de Huanglong                                  |        | 2000              |         |              |
| 19 | Réserve de biosphère de la Mangrove de Shankou                     |        | 2000              |         |              |
| 20 | Réserve de biosphère de Baotianman                                 |        | 2001              |         |              |
| 21 | Réserve de biosphère de Saihan Wula                                |        | 2001              |         |              |
| 22 | Réserve de biosphère du Lac Dalai                                  |        | 2002              |         |              |
| 23 | Réserve de biosphère de Yading                                     |        | 2003              |         |              |
| 24 | Réserve de biosphère de Wudalianchi                                |        | 2003              |         |              |
| 25 | Réserve de biosphère de Foping                                     |        | 2004              |         |              |
| 26 | Réserve de biosphère du Qomolangma                                 |        | 2004              |         |              |
| 27 | Réserve de biosphère de Chebaling                                  |        | 2007              |         |              |
| 28 | Réserve de biosphère du Lac Xingkai                                |        | 2007              |         |              |
| 29 | Réserve de biosphère des Montagnes Mao'er (en)                     |        | 2011              |         |              |
| 30 | Réserve de biosphère de Jinggangshan (Massif du Jinggang, Jiangxi) |        | 2012              |         |              |
| 31 | Réserve de biosphère de Niubeiliang                                |        | 2012              |         |              |
| 32 | Réserve de biosphère des Îles des Serpents-Mont Laotie             |        | 2013              |         |              |
| 33 | Réserve de biosphère de Hamma                                      |        | 2015              |         |              |
| 34 | Réserve de biosphère du Mont Huangshan                             |        | 2018              |         |              |